# Nebraskas historie
Nebraskas historie er fortællingen om vigtige begivenheder hændt for menneskene i den del af USA som udgør delstaten Nebraska ordnet i en kronologisk rækkefølge fra forhistorisk tid og til nu.

## Forhistorisk tid

### År 16.000 f.Kr. til 6.000 f.Kr.
Fagfolk diskuterer, om storvildtsjægere ved Medicine Creek i Frontier amt splintrede de friske benknogler på en mammut med hårde stenslag for at komme til marven omkring år 16.000 f.Kr., eller om de usædvanlige brud på knoglerne skyldes andre årsager.:88 
Fra omkring år 11.500 f.Kr. vandrede indfødte amerikanere med sikkerhed omkring i Nebraska på jagt efter storvildt som mammutter, kameler, dovendyr og ur-bisoner.:4  De jagtede bl.a. dyrene med lange træskafter påsat korte, separate forskafter forsynet med en karakteristisk spydspids af tilhugget sten (Clovis - eller Folsom stenspidser), der blev siddende i dyret, når jægeren trak våbnet til sig og satte en nyt forskaft på det.:90 
Plantevæksten i Nebraska skiftede fra overvejende fyrreskov til navnlig græsser og sparsomme løvtræer ved enden på istiden omkring år 9.000 f.Kr., og flere af de store planteædere uddøde. Kun bisonen var tilbage at nedlægge for de indfødte jægere.:86 
Ved Scottsbluff parterede palæo-indianere mindst 30 ur-bisoner senest år 7.000 f.Kr.:6  Andre fundpladser fra samme periode viser, at også rådyr, hunde eller prærieulve samt skildpadder indgik i de indfødtes kost.:7  En række forskelligt udformede stenspidser tyder på eksistensen af flere folkeslag med egenartede kulturer i området.:91 
Medicine Creek fundstedet i Frontier amt fra senest år 6.000 f.Kr. er den ældst kendte mere konstant beboede plads i Nebraska. Folkene forarbejdede især lokalt forekommende jaspis til redskaber og våben. De både fiskede og samlede muslinger og ernærede sig bl.a. af egnens rige variation af små og store pattedyr, fugle samt krybdyr.:93 

### År 6.000 f.Kr til 0
Et varmere og mindre regnfuldt klima de første 3.000 år af denne periode:96  fik de indfødte til generelt at slå sig ned på højdepunkter tæt ved vandløb eller søbredder.:94 
Fra år 5.350 f.Kr. og det næste årtusind fandt indfødte amerikanere gentagne gange tilbage til en lokalitet ved Logan Creek i Burt amt, hvor de anlagde bål og nok byggede små, lette hytter til brug i kortere eller længere tid. Fund af bl.a. sten til at formale plantedele med vidner om en kreativ og bred udnyttelse af områdets mangfoldige fødekilder.:97 
Et skift til et mere menneskevenligt klima omkring år 1.500 f.Kr. medførte en indvandring i den vestlige del af Nebraska både vest- og nordfra.:100  Nogle af de nytilkomne slog sig ned på toppen af Signal Butte i Scotts Bluff amt. Over små bålsteder og i lave stege-gruber tilberedte de nedlagt vildt. Ved siden af de forventede fund af stenredskaber fandt arkæologer bl.a. farvestoffer, perler af fugleknogler samt mærkede benstykker måske brugt som spil-rekvisitter:101  under udgravningen af pladsen i 1930erne.:100 
Under længere vandringer omkring på prærien efter f.eks. vildt eller modne bær efterlod de indfødte tipiringe, hvor de havde overnattet i flytbare boliger af en slags.:8 
De ældste gravpladser i Nebraska stammer fra ca. år 2.500 f.Kr. En ung mand lagt til hvile i Cheyenne amt bar et smykke af et skildpaddeskjold og nok en halskæde med fem grønne vedhæng af feldspat fra Rocky Mountains. Ellers fik den afdøde lidt rød farve, muslingeskaller samt en ravnevinge med i graven.:102  Tusinde år senere var de indfødtes handels-netværk så udviklet, at visse af de bortgangne f.eks. fik skaller af store saltvands-muslinger eller kobber fra områderne omkring Lake Superior med i graven.:106 

### År 0 til 500
Mindst tre forskellige befolkningsgrupper holdt til i Nebraska i denne periode. Alle var mere eller mindre påvirket af Nordamerikas østlige skovfolk,:6  der skabte keramik og afholdt store begravelses-ceremonier for deres afdøde byledere.:112 
Folkene østpå i Nebraska fremstillede simple lerting og var fortrinsvis jægere og samlere.
Befolkningen omkring Republican River brugte nok som de første i Nebraska ikke kun lanser og spyd kastet med et kastetræ,:112  men også et nyt våben: Bue og pile med små stenspidser. De byggede lette hytter til brug i en kortere eller længere periode og fremstillede raffinerede redskaber af ben. Deres keramik var enkel og uden dekoration.:113 
I den vestlige del af Nebraska begyndte de indfødte også at fremstille brugsgenstande af ler, som de gav et lokalt præg. De levede nok i skindtelte, men indrettede sig også i naturlige tilflugtssteder som klippehuler.:113 

### År 500 til 1000
Befolkningen i Nebraska voksede sandsynligvis i denne periode som følge af en ændret livsstil i retning af mere faste bopladser kombineret med den første regelmæssige dyrkning af afgrøder som majs og bønner sidst i tidsrummet.
Bue og pil erstattede helt brugen af kastespyd og kastetræ.:117 
I det syd-centrale Nebraska begravede generationer af en folkegruppe deres afdøde slægtninge på store, udvalgte pladser. Nogle fik hundredvis af perler skabt af forskellige materialer med i graven.:116 

### År 1000 til 1400
Nebraska har nok aldrig rummet en større befolkning end i disse århundreder, hvor byboende agerdyrkere sydfra anlagde talrige landsbyer langs vandløbene i den centrale og østlige del af staten.:121 
Deres firkantede huse havde et sænket gulv, og stolpevæggene var måske klinet til med mudder. En lang, udvendig entre førte ind i rummet med et ildsted og flere forrådsgruber.:122  Ved et tilløb til Platte River i det østligste Nebraska byggede en eller to storfamilier et næsten 100 m2 stort hus omkring år 1050.:5  Huset blev repareret løbende gennem en længere periode,:125  indtil det til sidst brændte af uforklarede grunde.:126  Fundet af mere end 100 slibesten af sandsten til at polere pileskafter med i huset giver næring til en teori om, at en af dets beboere var specialist i pilefremstilling.:125 
Konstruktionen af forrådsgruber fortæller noget om jordbrugernes succes med at dyrke majs, bønner, squash og solsikker. De fremstillede store krukker og potter af ler til madlavning over ild samt til opbevaring.:122  Via et vidtforgrenet handels-netværk anskaffede de sig f.eks. blyglans fra Iowa og Illinois:125  og catlinit fra Minnesota.:9 
De sidste 200 år ændrede klimaet sig, og der kom længere og længere tørke-perioder.:3  Allersidst i 1300-tallet var det kun muligt for agerbrugerne at klare sig tæt ved de største vandløb som Missouri River i det allerøstligste Nebraska. Storbyen Lynch Site med flere hundrede indbyggere lå ved Ponca Creek kun 15 kilometer fra Missouri River og dækkede et areal på ca. 300 acres.:131  Kort tid efter forlod de byboende farmere helt staten, og arkæologer har ikke kunnet følge deres spor videre.:129 

### År 1400 til 1600
Nebraska lå øde hen i det meste af disse to århundreder. Staten var praktisk talt – måske bogstaveligt talt – uden nogen befolkning i dette tidsrum.:129 

## Historisk tid

### År 1600 til 1700
De første oprindelige amerikanere fra historisk kendte stammer vandrede ind i Nebraska tidligt efter år 1600.:141  Da anlagde pawneerne deres første landsbyer af jordhytter ved Loup River i navnlig Nance - og Colfax amt i den øst-centrale del af staten.:140  Et koldere klima fra ca. 1600 til 1650, ”Den lille istid”, umuliggjorde nok agerbrug.:135  Gennem de næste århundreder udvidede pawneerne deres domæne både vest- og sydpå,:99  og de var længe en dominerende magt i store dele af staten.:14 
Det vestlige Nebraska med bl.a. Sand Hills udgjorde en lille, nordlig del af et større område brugt af prærie apacher nogle få årtier sidst i 1600-tallet.:3 
Før århundrede-skiftet ejede stammerne i Nebraska brændemærkede spanske heste. Brugen af de nye træk- og ridedyr sydfra revolutionerede livet for dem og også for de indfødte amerikanere, der bosatte sig i Nebraska siden hen.:4 
En vis handel mellem især franske pelsopkøbere og indianerne tæt ved Missouri River fandt sted allersidst i 1600-tallet.:17 

### År 1700 til 1800
Otoerne krydsede Missouri River østfra i starten af 1700-tallet og grundlagde deres byer lidt nord for Platte Rivers udløb i den mest østlige del af staten.:409 
Efter at have forladt Blood Run Site senest i 1714:601  bevægede de byboende omahaer sig ind i Nebraska nordfra på et ukendt tidspunkt. Hovedbyen Big Village ved Omaha Creek i det nordøstligste Nebraska var periodevis beboet fra senest 1775 og de næste 75 år.:398 
1720: Villasur-ekspeditionen.
De fransk-canadiske Mallet brødre førte en lille skare mænd fra Mackinac Island, Michigan, til en pawnee by ved Platte River i 1739 og siden videre sydpå gennem Nebraska til Santa Fe, New Mexico.:8 
1750erne: Iowayerne slog sig måske ned ved otoerne i dette årti.:413 
Nebraska blev en del af spansk Louisiana i 1763, da Frankrig opgav landets tidligere krav på områderne i Den nye verden vest for Mississippi River.:3 
Omkring 1775 blev kiowaerne fordrevet fra det centrale Nebraska af lakotaer,:133  efter at de igennem en ikke klart afgrænset periode havde opholdt sig omkring Platte River på deres folkevandring væk fra Montana.:16 
Missouriaerne sluttede sig til otoerne i det østligste Nebraska engang i 1790erne.:413 
Poncaerne bosatte sig nok ved Niobrara Rivers udmunding i Missouri River inden udgangen af 1700-tallet.:338  De byggede med tiden flere byer i Nebraska. Berømt fra denne periode er byen ”Nanza – The Ponca Fort” ved Ponca Creek med en forsvarsgrøft og palisade, ifølge traditionen bygget som et forsvar mod apacher.:125 
Kansaerne udvidede gradvist deres domæne til at omfatte de sydøstligste dele af Nebraska, og antallet af nye stammer i staten førte bl.a. til uenighed om, hvilke områder der tilhørte hvem. Resultatet var jævnlige sammenstød på jagtmarkerne og andre steder både i Nebraska og nabostaterne.:54 ff.  Lige til USA stoppede stammernes indbyrdes kampe sidst i 1880erne, var alle lokaliter i Nebraska en potentiel slagmark.
1795-1796: James Mackay udforskede dele af Niobrara River i det nordlige Nebraska:5  på vegne af spanske handelsfolk. Han og John T. Evans byggede desuden handelsstationen Fort Charles (også kaldt Fort Carlos) i det nordøstlige hjørne af staten:28  for at drive handel med omahaerne.:150 

### År 1800 til 1825
Det vestlige Nebraska udgjorde en del af arapahoernes territorium senest ved begyndelsen af 1800-tallet.:15  Disses allierede i cheyenne stammen benyttede sikkert de samme jagtmarker undertiden.:21 
Ramt af kopper døde op mod 400 omahaer i vintermånederne 1800-1801.:338 
Med Louisiana-købet i 1803 skiftede de indfødtes territorier i Nebraska fra at ligge i spansk Louisiana til først fransk Louisiana og dernæst til amerikansk Louisiana, uden at de anede noget om det eller havde været involveret i forløbet.:28 
1804: Den 11. juli nåede Lewis og Clark-ekspeditionen ind i det nuværende Nebraska.:32 
Løjtnant Zebulon Pike besøgte en kitkahahki pawnee by:131  tæt ved den nuværende by Red Cloud i det allersydligste Nebraska i 1806. Et spansk flag var da rejst i byen efter at høvding Saritsaris kort tid før havde fået det af Facundo Melgares’ store og illegale ekspedition fra New Mexico langt ind i amerikansk territorium. Pike udskiftede det med Stars and Stribes.:23 
Handelsstationen Fort Lisa under St. Louis Missouri Fur Company blev opført ca. 40 kilometer nord for Platte Rivers udløb i Missouri River i 1809 for at erhverve pelse fra omahaerne, otoerne og missouriaerne.:42  Andre amerikanske varehuse kom til senere, som f.eks. Fontenelle’s Trading Post, Bordeaux Trading Post:150  Cabanné’s Post og Peter Sarpy’s Post. Efter 1827 havde American Fur Company næsten tiltaget sig monopol på handelen med mange af stammerne på den nordlige prærie.:50 
Pelsjægeren Robert Stuart brugte en rute langs North Platte River med et ret jævnt terræn på sin vej østpå fra Wind River Mountains i 1812.:45  Årtier senere ville mere end 350.000 guldgravere, mormoner og andre emigranter følge ruten langs North Platte River den modsatte vej ad Oregon Trail.:76 
1818: Amerikansk Louisiana blev omtrent midtdelt i et sydligt område, Arkansas territoriet, mens Missouri territoriet strakte sig nordpå. Det sidstnævnte rummede det fremtidige Nebraska, og det var forbudt at holde slaver der.:2 
Byggeriet af den første amerikanske militærstation i Nebraska blev påbegyndt i 1819 tæt ved Missouri River ca. 40 kilometer nord for Platte River. Skørbug kostede mange soldater livet om vinteren, og forårets smeltevandsstrøm oversvømmede fortet. På en ny plads højere over floddalen byggede mændene Fort Atkinson i løbet af 1820,:11  og det var aktivt de næste syv år.:69  Andre militærstationer bygget i staten senere var ”Old” Fort Kearny ved Missouri River (aktivt 1846-48), Fort Childs ved Platte River (siden navngivet Fort Kearny (1848-71)), Fort McPherson (1863-80), Fort Mitchell (1864-67), North Platte Station (1867-77), Fort Sidney (1867-94),:Plate 17  Omaha Barracks (1868-?),:33  Camp Red Willow (1872), Camp - eller Fort Robinson (hvor lakota høvding Crazy Horse blev dræbt) (1874-?), Camp Sheridan (1874-81), Fort Hartsuff (1874-81) samt Fort Niobrara (1880-?).:Plate 17 
Major Stephen H. Long og hans mænd udforskede bl.a. Platte River og South Platte River i 1819.:4  Ekspeditionens skribent kom ind på de hvide jægeres ubeherskede nedlæggelse af præriens bisoner og advokerede for en lov til beskyttelse af vildtet.:256  Fra 1822 forbød en lov hvide at jage og sætte fælder op i indianske territorier, men lovteksten var åben for fortolkninger, og der kunne søges om dispensation.:25 
Hjuldamperen The Western Engineer var den første hjuldamper til at nå Nebraska ad Missouri River i 1819.:4  Modsat andre hjuldampere havde den skovlbladet placeret i agterstavnen.:44  Damperen fragtede gods og personel til både militær- og handelsstationer ved Missouri River de følgende år.:64 
Bellevue blev grundlagt tæt ved sammenløbet af Platte River og Missouri River af pelsopkøbere omkring 1820. Byen voksede i betydning de næste årtier.:111 
Brulé lakotaer dræbte 18 poncaer under et angreb i 1824, der bl.a. kostede alle den lille stammes øverste høvdinge livet.:27 

### År 1825 til 1850
1825: Atkinson-O'Fallon-ekspeditionen.
Amerikanerne prøvede at stoppe skidi pawneernes ofring af en cheyenne kvinde under Morning Star-ceremonien i 1827. Skidierne gennemførte den sidste ceremoni i 1838.:135 
Cheyennerne mistede den ene af stammens allerhelligste genstande, dens hellige pilebundt, under en totalt fejlslagen massakre på en jagtlejr pawnees:51  omkring 1830.:72  En pawnee erobrede de fire pile, og cheyennerne forlod kamppladsen slagne og i gråd.:51 
George Catlin malede flere indfødte i Nebraska i 1832, bl.a. otoer og omahaer.:514  Året efter kom Maximilian zu Wied og Karl Bodmer op ad Missouri River og besøgte bl.a. indianer agent (fuldmægtig) John Dougherty i Bellevue.:128 
Arikaraerne indvandrede fra det nordligste South Dakota i 1833 i håb om at indgå i et stabilt forbund med de sprogligt beslægtede pawneer og skabe sig en eksistens i Nebraska. Tre år senere forlod stammen permanent staten til fordel for North Dakota.
1834: Den 30. juni vedtog kongressen igen en lov, der i hvert fald på papiret forbød amerikanere at drive jagt i indianske territorier.:82 
Red Cloud, der siden blev en kendt oglala lakota høvding, deltog i sit første krigstogt som 16 årig mod en pawnee lejr ved Platte River nær Kearney omkring 1837-1838.:36  Seks år senere var han med i en tre-dages kamp mod omahaerne et sted i Hall amt.:46 
John C. Fremont udforskede dalene langs Platte River i 1842 sammen med bl.a. Thomas Fitzpatrick og Kit Carson.
Den 27. juni 1843 dræbte en hær beredne lakotaer op mod 70 pawnees i høvding Blue Coats by ved et tilløb til Loup River i Nance amt :307  og stak 20 af byens 41 jordhytter i brand.:657 
For første gang blev Nebraska officielt omtalt ved sit navn sidst i 1844, da oprettelsen af et nyt territorium indenfor grænserne af Missouri territoriet kom på tale.:70  Navnet er afledt af franskmanden Bourgmonts gengivelse af de lokale indfødtes navn for Platte River i 1714: Nibraskier.:19 
Siouxer tilføjede omahaerne et af stammens værste nederlag, da de dræbte omkring 70 folk under et angreb i starten af 1847.:80 
Mormon byen ”Winter Quarters” (nu Florence), hvor Brigham Young og mormonerne på vej til Salt Lake City overvintrede i 1846-1847, lå lige nord for det moderne Omaha.:111  I april 1847 fulgte de ruten langs Platte – og North Platte River vestpå, som Stuart havde bemærket egnede sig til kørsel med hestevogne i 1812.:123  Ruten førte bl.a emigranterne gennem pawnee territorium som anerkendt af USA i 1833,:416  og skønt begge parter skulle respektere hinanden,:417  fandt mindre sammenstød sted.:146 
1849: Trafikken tværs over Nebraska ad Oregon Trail steg betragteligt, da guldgravere i tusindvis strømmede mod Californien.:7  En kolera-epidemi udbrød ved rutens startsteder og spredte sig langs vognsporet vestpå. Den krævede livet af mange emigranter:69  samt over 1.000 pawnees.:167 

### År 1850 til 1875
Fort Laramie traktaten (1851) angik stammerne i det vestlige Nebraska.
1854: Nebraska og Kansas territorierne blev dannet og opmålingen af dem påbegyndt. Nebraska territoriet strakte sig vestpå fra Missiouri River til Green River og Rocky Mountains og nordpå til Canada. Forbuddet mod at holde slaver i Missouri territoriet fra 1818 ophævede man i Nebraska territoriet, og visse udnyttede det.:164  I ingen af de to territorier måtte hvide bosætte sig i områder reserveret de indfødte amerikanere.:4  Bellevue blev vraget som hovedstad til fordel for Omaha.:5 
De første aviser blev trykt i den vordende stat i 1854.:70 
General Harney angreb lakota høvding Little Thunders lejr ved Ash Hollow (Blue Water Creek) i 1855 i forlængelse af Grattan-episoden året før. Mange non-kombattanter mistede livet.:57  Flere kampe mellem den amerikanske hær og især lakotaer og cheyenner udspillede sig i Nebraska de følgende år.
Foregangs-personen Amelia Bloomer fra Iowa agiterede for kvinders stemmeret i Omaha den 8. januar 1856.:904  Et forslag om at give begge køn lige adgang til valglokalerne i Nebraska, ”equal vote”, blev nedstemt både i 1871, 1882 og 1914.:907  Kvinderne opnåede stemmeret i 1920.:55 
De første pawnees spejdede for den amerikanske hær mod cheyennerne i sommeren 1857.:43  Siden ville de bl.a. beskytte Union Pacific jernbanens arbejdere og opmålingshold mod angreb fra indfødte amerikanere.:80 ff. 
Rytterne i Pony-ekspressen bragte post gennem Nebraska fra 1860 ved at følge Oregon Trail.:74 
1861: Nebraska territoriet fra 1854 tabte i størrelse, da både det nydannede Dakota territorium mod nord og Colorado territoriet i sydvest blev skåret ud af det.:5 
I oktober 1861 sluttede arbejdet med at trække ledninger på strækningen af den trans-kontinentale telegraflinje fra Omaha vestpå til Salt Lake City. Pony-ekspressen var overflødig.:12  En telegraflinje fra Lincoln til Chicago var klar i 1871.:75 
1862: Nebraska støttede Unionen under den amerikanske borgerkrig,:162  efter at staten havde forbudt slaveriet i 1861.:107  Mænd mellem 21 og 45 år fik ordre om at melde sig til hæren.:72  Staten lå så nordligt, at ingen kampe fandt sted dér,:162  men bl.a. First Regiment of Nebraska Volunteers deltog i slag langt sydpå.:151  Mange meldte sig til styrker i en nabostat; eksempelvis var der over 200 nebraskanere i Fifth Iowa Cavalry.:22 
Det første arbejde på at lægge Union Pacific jernbanesporet gennem Nebraska begyndte i Omaha i december 1863.:92 
1864: Nebraska fik sin endelig grænse mod vest.:6 
Som hævn for et amerikansk angreb på nogle cheyenner i Colorado i april 1864:288  udførte stammens krigere raids mod bl.a. de hvide langt inde i Nebraska og Kansas. Den 8. august dræbte de mindst 11 mænd i et vogntog ved Plum Creek i det centrale Nebraska, og de næste dage brændte de bygninger, vogne og ejendele af til en værdi af over 60.000 dollars.:290 
Atter i 1865 lod cheyennerne en del af deres vrede over Sand Creek-massakren i Colorado:78 ff.  ramme Nebraskas nybyggere og vogntogs-kuske.:297 
Winnebago stammen blev forvist fra Minnesota i 1863.:58  To år senere afstod omahaerne den nordlige del af deres reservat ved Missouri River, som winnebagoerne overtog.:623  Andre stammer, som måtte flytte til nyoprettede reservater i Nebraska vest for Missouri River, var santee sioux:57  samt de allierede sac og fox.:59 
Nebraska indtrådte i USA som den 37. delstat den 1. marts 1867.:7  Valget af en ny hovedstad faldt på Lincoln.:5 
Cheyenner afsporede et godstog ved Plum Creek Station, dræbte togpersonalet og stak vognene i brand den 6. august 1867.:308 
Det første spadestik til bygningen af University of Nebraska, Lincoln, blev taget i efteråret 1869.:73 
I 1871 hærgede en præriebrand de hvides bebyggelser ved Oak Creek. Det psykiatriske hospital i Lincoln brændte i april, mens byens kældre stod fyldt med vand efter et uvejr i juni.:74 
Nebraskas befolkning blev fordoblet i årene 1871 til 1873 som følge af indvandring fra både andre delstater samt Europa.:497  Mange tyskere, svenskere, tjekker og polakker havde Nebraska som endemål for deres rejse.:11 
Wilhelm Dinesen arbejdede i pawnee reservatet under sit ophold i USA i 1873.
1873: Massacre Canyon kampen. Den sidste, store indianermassakre i USA begået af indfødte amerikanere fandt sted den 5. august i Hitchcock amt.
I sommeren 1874 og igen næste år var flere dele af landbrugs-staten plaget af græshoppe-sværme.:77 og 78 

### År 1875 til 1900
De sidste pawnees drog ned mod deres nye reservat i Indianer-territoriet (Oklahoma) i efteråret 1875,:282  og stammens mere end to hundrede år gamle tilknytning til Nebraska var fortid. Det gamle reservat oprettet i 1857 blev sat til salg i jordlodder af 160 acres.:209-210 
Hank Dodge, dømt for mord, blev skudt, da en pøbel trængte ind i Nebraska Citys fængsel til ham i 1876.:78  Den unge stat oplevede andre tilfælde af blodig selvtægt til ind i det næste århundrede.:140 
Omahaerne forlod deres reservat i december 1876 for at gennemføre stammens sidste bisonjagt, der bragte tipi-lejren 300 kilometer ind i Kansas. Næste år var bisonen så godt som udryddet på prærien.:634 
Alvin Saunders vandt posten som statens senator i januar 1877. En komite til undersøgelse af mulig valgfusk konkluderede, at alt var gået regulært til.:78 
Poncaerne måtte mod deres vilje forlade staten for et nyt reservat i Indianer-territoriet i 1877.:79  I en skelsættende amerikansk dom fik høvding Standing Bear og hans følge lov til at blive i Nebraska efter at være vendt tilbage i 1879.:322 ff. 
Fra 1880 blev infrastrukturen i Nebraska jævnligt forbedret med broer og nye jernbanestrækninger.:80 
Mange mennesker og dyr døde under en voldsom snestorm i januar 1888.:85 
1890: Nebraskas areal voksede lidt, og delstaten fik sin endelige form med dannelsen af Boyd amt (det tidligere ponca territorium) ved Missouri River, der indtil da havde hørt under South Dakota.:6  Befolkningen oversteg en million.:115  Omaha var den største by med mere end 140.000 indbyggere; ti år tidligere havde 30.000 mennesker boet der.:24 
Gennem 1890erne vandt den mekaniserede industri frem i staten.:5  En hjælpepakke kom farmere, der var økonomisk trængt efter en lang tørkeperiode, til gavn. Nye afgrøder som lucerne og vinterhvede blev derpå introduceret, og mange etablerede vandingsanlæg.:6 